# Ekran osjetljiv na dodir
Ekran osjetljivi na dodir jeste posebna vrsta uređaja koja reaguje na pritisak ili dodir, i koji pored prikazivanja informacija na ekranu može detektovati poziciju tačke dodira.
Sa takvim načinom rada omogućavaju direktnu interakciju sa računarom, najdirektniju moguću na računarima danas.
Na takvim računarima, određene funkcije se mogu obavljati vrlo brzo i jednostavno te zahtijevaju kratko ili nikakvo obučavanje korisnika. Iz ovih razloga, mogu se koristiti za puno različitih namjena, pogotovo kada su u pitanju korisnici bez stručnih znanja, pa mnogi smatraju da će ovi uređaji u budućnosti zamijeniti tastaturu i miša.
Touch je jednostavna, instinktivna i univerzalna ljudska radnja. Korištenje ekrana osjetljivih na dodir intuitivno je za svakoga ko se njime koristi stoga su svjetske kompanije u raznim područjima uspješno iskoristile snagu te tehnologije za svakakve tipove aplikacija. 

Avionske kompanije koriste ih za simulaciju avionskih kabina za obučavanje svojih pilota. Posrednici za prodaju nekretnina koriste ih da prezentuju fotografije kuća koje prodaju koje su na dodir prsta udaljene od potencijalnih kupaca. Restorani ih upotrebljavaju na svojim prodajnim mjestima da bi pojednostavili unos narudžbi svojim zaposlenima ili u nekim lancima brze hrane omogućili kupcima da sami izaberu i naruče hranu koju preko terminala jednostavnim dodirom prsta.
Bez obzira na područje primjene, osnovne prednosti koje touch tehnologija pruža, ostaju nepromijenjene:
- omogućava ljudima da odmah koriste računare, bez ikakvog prethodnog obučavanja
- praktično isključuje mogućnost greške operatera, jer korisnici biraju između jasno definisanih opcija
- eliminiše potrebu za tastaturom i mišem
- takvi terminali su dovoljno čvrsti da izdrže rad na javnim mjestima, za razliku od miša i tastature koji se često znaju oštetiti
- pružaju brzi pristup bilo kojem tipu multimedije, bez tekstualnog interfejsa da odvrati korisnika
- omogućavaju više prostora na radnim površinama jer je uređaj za unos integrisan sa ekranom

### Istorija nastanka
Prvi ekran osjetljiv na dodir bio je kapacitivni ekran osjetljiv na dodir, razvijen od strane E. A. Džohnson-a u Malvernu, Velika Britanija. On je svoj rad kratko opisao u članku objavljenom 1965, a zatim upotpunio slikama i dijagramima 1967. Takođe je opisao primjenljivost touch tehnologije za kontrolu letjenja i objavio u članku 1968.
Nasuprot mnogim uvjerenjima, iako je izvršio ogroman uticaj na razvoj ove tehnologije, Dr. Sem Hurst nije izumio prvi ekran osjetljiv na dodir ali je patentirao prvi takav ekran sa elograph senzorom. Par godina kasnije izumio je "peto-žični" otporni sistem, tehnologiju koja se i danas često upotrebljava.
Od 1979—1985, FAIRLIGHT CMI, velika producentska kuća koristila je tehnologiju svjetlosne olovke za semplovanje i re-sintezu radnih stanica, sa kojom korisnik može izdvojiti i manipulisati uzorkom i sintezom podataka, kao i pristupiti različitim menijima u okviru operativnog sistema dodirivanjem ekrana sa svjetlosnom olovkom.
HP-150 1983. bio je jedan od najranijih svjetskih komercijalnih računara sa ekranom osetljivim na dodir. Jedan od najranijih pokušaja ručne konzole za video-igrice sa kontrolama na ekranu osetljivom na dodir dala je Sega iako se od uređaja na kraju odustalo i nikad nije pušten u prodaju zbog skupih troškova ekrana touch tehnologije u ranim 1990-im. Ekrani osetljivi na dodir se nisu koristili za video-igre sve do izlaska Nintendo DS 2004.
Zadnjih godina, na tržište se pojavljuje iPad Tablet računar na postolju, smartphone...
Postoji nekoliko osnovnih tipova ekrana osjetljivih na dodir u zavisnosti od sistema koji se koristi u njihovoj izradi:
1. Otporni sistem
2. Kapacitivni sistem
3. Površinski talasi
4. Infracrveni
5. Optičko slikanje
6. Tehnologija disperzivnog signala

### Otporni sistem
Postoje tri varijante kod otpornih sistema za raspoznavanje dodira ekrana, to su četiri-, pet-, i osam-žična varijanta.

##### Četvoro-žična otporna tehnologija
Ova tehnologija je generalno cijenom najprihvatljivija, jasnoća ekrana je među nižima od ostalih tehnologija, stoga se preporučuje u kućnoj upotrebi, školama, kancelarijama kao i manje zahtjevnim prodajnim mjestima.
Transparentni ekran ima 4 žice koje izlaze iz njega za povezivanje. Sastoji se od 2 otporna sloja, postavljena paralelno jedan iznad drugog sa vazdušnim procjepom kao vrstom izolacije između. Kada korisnik dodirne ekran, dva otporna sloja se dodirnu na tom mjestu i razdjelnik napona se aktivira i uspostavlja konekcija. Za izračunavanje koordinati mjesta gdje je korisnik dotakao ekran aktiviraju se 4 žice koje predstavljaju X i Y koordinate (X+,X-,Y+,Y-) i daju funkciju ova 2 napona(duž X i Y koordinate) u zavisnosti od otpornosti koja će varirati kako se tačka dodira mijenja po ekranu. Sada se ova 2 analogna napona prosljeđuju konvertoru za digitalizaciju nakon čega se vrši mapiranje ekrana i ta informacija prosljeđuje operativnom sistemu.

##### Peto-žična otporna tehnologija
Ova tehnologija uključuje stakleni podsloj na kojem je sloj poliestera. Zbog svoje jednostavnosti, pet-žična varijanta se vrlo jednostavno integriše sa ekranom pa je zbog toga jeftinija od drugih varijanti tehnologije.
Jasnoća ekrana je jednaka kao i kod 4-žične varijante, ali je zato ova varijanta izdržljivija pa se preporučuje kod zahtjevnijih prodajnih mesta, industrijskih pogona tj. uopšteno u radnim prostorima. Kako je kod takvog sistema bitan pritisak, prednost 
 otpornog sistema nad ostalima jeste u tome da ga se pritisak može obaviti bilo čime, npr običnom olovkom ili prstom kada nosimo rukavice što je bitno kod recimo ljekarskog osoblja od kojih se često zahtijeva nošenje rukavica.
Otporni sistem se nalazi na većini današnjih ekrana, ali i ima puno nedostataka. Kod ekrana koji su nisu ravni i četvrtasti ili kod vrlo tankih površina, otporni sistem je mehanički kompleksan i teško se implementira. Obavljanje akcija prstom nije idealno zbog potrebe za fizičkim pritiskom, teško je podesiti senzor da radi dobro istovremeno sa prstom i sa olovkom. Senzor ne razlikuje prst od olovke što ponekad zna biti problem, zatim ne mogu detektovati blizinu prsta bez zapravo dodirivanja ekrana.
Gornji sloj je pomičan a samim tim i podložan mehaničkim oštećenjima, a otporni slojevi upotrebom se troše i time se rad degradira, a senzor je potrebno ponovo kalibrirati. Konačno, kod aplikacija, otporni senzori degradiraju kvalitet slike. Slojevi smanjuju propustljivost svijetla pa prikaz boja nije idealan.

#### Kapacitivni sistem
Tehnologija kapacitivnog sistema pruža dobru kombinaciju izdržljivosti i jasnoće slike. Taj tip tehnologije preporučuje se za korišćenje kod aplikacija koje zahtijevaju dodir golim prstom, naime ne može raditi sa mehaničkom olovkom ili prstom kad nosimo rukavice.
U kapacitivnom sistemu, sloj koji sadrži naelektrisanje stavlja se na staklenu ploču ekrana. Kad korisnik dodirne ekran prstom, mali dio naelektrisanja u sloju na ekranu pređe na korisnika tako da se naelektrisanje u kapacitivnom sloju smanjuje. Smanjenje se mjeri u strujnim kolima koja se nalaze u svakom uglu ekrana. Računar izračunava iz razlike naelektrisanja svakog ugla tačnu lokaciju dodira ekrana te prenosi tu informaciju drajveru. Napon se primijeni na četiri ugla ekrana duž X i Y osa.
Kad se ekran ne koristi, elektrode ravnomjerno rasporede napon, praveći homogeno polje.
Kada je ekran dotaknut prstom, u polju se primjeti neravnomjernost usljed prelaska malo naelektrisanja na prst i tada se X i Y koordinate dodira šalju od upravljačkog uređaja drajveru i zatim operativnom sistemu. Zbog staklene plohe i okvira koji se postavlja na ekran, kapacitivni ekran je izdržljiv i otporan na prljavštine, prašinu, masnoću, vodu čime je dobar izbor za zahtjevne okoline poput javnih kioska, prodavnica, javnih video-igara itd.

#### Površinski talasi
Ekran sa sistemom površinskih talasa je staklena ploča sa pretvaračima za primanje i slanje signala koji su postavljeni duž X i Y osa ekrana. Upravljački uređaj šalje električni signal talasne dužine od 5 MHz konvertoru za slanje, koji pretvara dobijeni signal u površinske talase. Ti mehanički talasi su usmjereni preko, na drugu stranu ekrana, nizom reflektora, gdje ih prikuplja konvertor za prijem, koji ih pretvara nazad u električni signal. Kada je površina ekrana dotaknuta, dio površinskog talasa je apsorbovan, čime je promijenjen signal koji je primio drugi konvertor. Signal se poredi sa referentnim signalom, i prema uočenoj razlici između ta dva signala, računaju se koordinate dodira ekrana. Taj proces odvija se odvojeno za ose ekrana, a merenjem količine apsorbovanog signala, može se odrediti do 256 različitih nivoa dodira.
Prednosti sistema površinskih talasa su :
- izvrsna jasnoća slike
- brz odziv i na vrlo lagan dodir
- jako velika propusnost svijetla
- visoka izdržljivost
- visoka rezolucija
- odziv na dodir prsta sa ili bez rukavice
- stabilan i precizan odziv na dodir

### Infracrveni sistem
Kod ovih ekrana za detekciju dodira koriste se parovi infracrvenih svijetlećih dioda i prijemnika poređanih u nizu na suprotnim obodima ekrana tako da daju dva ukrštena svjetlosna snopa. Dodir prsta (ili bilo kakvog predmeta) jednostavno se detektuje na mjestu gde su tim dodirom zaklonjeni odgovarajući horizontalni i vertikalni zraci. Nije potrebna nikakva obrada samog stakla ekrana, a ne smetaju ni prašina ni masni otisci jer infracrveni zraci zapravo ne dodiruju sam ekran. Naravno, nije moguća primjena kod malih uređaja zbog glomaznosti sistema i nešto veće potrošnje struje.
Drugi princip rada ove vrste sistema je detekcija dodira na osnovu termalno indukovanih promjena na površini ekrana. Ovaj metod je ponekad spor i zahtijeva vrlo tople ruke.

### Optičko slikanje
Ovo je relativno moderan sistem u touch screen tehnologiji gdje su dva ili više senzora slike smještena po ivicama (obično u uglovima) ekrana. Infracrvena pozadinska osvjetljenja postavljena su u kamerinom vidnom polju. Dodir ekrana se manifestuje kao sjenka i svaki par senzora se aktivira da locira tačku dodira.
Ova tehnologija postaje sve popularnije zahvaljujući svojoj raznovrsnosti i pristupačnosti.

### Tehnologija disperzivnog signala
Ovo je najnovija tehnologija, uvedena od 2002. godine. Koristi senzore da detektuje mehaničku energiju u staklu koja nastaje prilikom dodira ekrana prstom. Kompleksni algoritmi zatim interpretiraju ovu informaciju i izračunavaju tačnu lokaciju dodira. Ova tehnologija je otporna na prašinu i spoljne uticaje, uključujući i ogrebotine. Pošto nema potrebe za dodatnim elementima na ekranu, omogućava odličnu jasnoću slike tj. najbolju od do sada opisanih sistema. Takođe, pošto se mehaničke vibracije koriste za detekciju tačke dodira, bilo koji objekat se može koristiti za generisanje ovih događaja, uključujući prste, olovke i sl. 

### Mane ekrana osjetljivih na dodir
- Veličina tačke dodira

Prsti imaju određenu veličinu, tako da elementi prikazani na ekranu moraju imati minimalnu veličinu da bi se osiguralo da se uređaj može upotrebljavati bez puno problema
- Redosljedni unos

Unos na ekranu je redosljedan, jedan prst se koristi pri korišćenju ekrana. To usporava unos i samu interakciju pri poređenju sa tastaturom gde koristimo nekoliko prstiju gotovo istovremeno.
- Napredak

Ukucavanje puno slova ili brojeva je naporno i vrlo umarajuće, tako da takvi ekrani nemaju primjenu u radnom prostoru gdje se unosi veća količina teksta ili brojeva .
- Povratna informacija

Ne postoji ništa analogno pomeranju miša kod klasičnih računara, gdje korisnik može pomjeriti kursor miša iznad nekog elementa na ekranu i dobiti povratnu informaciju o tom elementu. Korisnici ekrana koji reaguju na dodir mogu direktno da pritisnu određeni element i eventualno povuku prst ako su pritisnuli pogrešni element na ekranu.
- Povlačenje

Povlačenje (engl. drag & drop) nije jako upotrebljivo kod ekrana koji se upotrebljava prstom, već se više preferira pokazivačka interakcija.
Međutim, kako tehnologija sve više napreduje, tako se radi i na prevazilaženju gore navedenih problema, a jedan od načina je i engl. multi-touch.

## Razvoj
Razvoj multi-dodirnih ekrana omogućio je praćenje više od jednog prsta na ekranu; tako su moguće operacije koje zahtevaju više od jednog prsta. Ovi uređaji takođe omogućavaju da više korisnika istovremeno komunicira sa ekranom osetljivim na dodir.
Uz rastuću upotrebu ekrana osetljivih na dodir, troškovi tehnologije ekrana osetljivog na dodir se rutinski apsorbuju u proizvode koji je sadrže i skoro su eliminisani. Tehnologija ekrana osetljivog na dodir je pokazala pouzdanost i nalazi se u avionima, automobilima, igraćim konzolama, sistemima za kontrolu mašina, uređajima i ručnim uređajima za prikaz uključujući mobilne telefone; Predviđeno je da tržište ekrana osetljivog na dodir za mobilne uređaje proizvesti 5 milijardi američkih dolara do 2009. godine.
Mogućnost preciznog pokazivanja na sam ekran takođe napreduje sa novim hibridima grafičkih tableta-ekrana. Poliviniliden fluorid (PVDF) igra glavnu ulogu u ovoj inovaciji zbog svojih visokih piezoelektričnih svojstava, koja omogućavaju tabletu da oseti pritisak, čineći da se stvari poput digitalnog slikanja ponašaju više kao papir i olovka.
TapSense, najavljen u oktobru 2011, omogućava ekranima osetljivim na dodir da razlikuju koji deo ruke je korišćen za unos, kao što su vrh prsta, zglob i nokat. Ovo se može koristiti na različite načine, na primer, za kopiranje i lepljenje, za velika slova, za aktiviranje različitih režima crtanja itd.

## Literatura
- Shneiderman, B. (1991). „Touch screens now offer compelling uses”. IEEE Software. 8 (2): 93—94, 107. doi:10.1109/52.73754.
- Potter, R.; Weldon, L. & Shneiderman, B. (1988). Improving the accuracy of touch screen: An experimental evaluation of three strategies. Proc. CHI'88. Washington, DC: ACM Press. стр. 27—32.
- Sears, A.; Plaisant, C. & Shneiderman, B. (1992). „A new era for high precision touchscreens”.  Ур.: Hartson, R. & Hix, D. Advances in Human-Computer Interaction. 3. Ablex, NJ. стр. 1—33.
- Sears, A. & Shneiderman, B. (1991). „High precision touchscreen: Design strategies and comparison with a mouse”. Int. J. of Man-Machine Studies. 34 (4): 593—613. doi:10.1016/0020-7373(91)90037-8.

## Spoljašnje veze
- Istražite razvijajući svet ekrana osetljivih na dodir
- Kako ekrani osetljivi na dodir znaju gde se dodiruje?
- Razumevanje kako tehnologija na dodir funkcioniše